# B. B. & The Blues Shacks
B. B. & The Blues Shacks sind eine deutsche Bluesband aus Hildesheim in Niedersachsen, die 1989 gegründet wurde. Die Band hat über 3000 Livekonzerte in Deutschland, Europa, den USA, Dubai, Australien und Südafrika gespielt.

## Stil
Die Band spielt „authentischen Blues“ im Stile der Fabulous Thunderbirds, von Little Walter, T-Bone Walker, Slim Harpo, Walter Horton sowie Tiny Grimes. B. B. & The Blues Shacks beherrschen verschiedene Bluesstile wie Chicago-Blues, Louisiana-Blues oder Delta-Blues der 40er und 50er Jahre. Es werden in erster Linie Eigenkompositionen gespielt, aber auch Stücke ihrer Vorbilder wie Sonny Boy Williamson interpretiert.

## Geschichte
B. B. & The Blues Shacks wurden im August 1989 von Andreas Arlt (Gitarre), Andreas Bock (Schlagzeug) und Martin Schlockwerder (Bass) im Ort Lamspringe bei Hildesheim aus den Restbeständen der Band Boogie Bock und die Beinharten gegründet. Andreas’ Bruder Michael (Gesang und Mundharmonika) wurde noch im selben Monat als Frontmann dazugeholt. Der Name sollte die musikalische Nähe zu B. B. King zum Ausdruck bringen, zudem waren es die Initialen des Spitznamens vom Schlagzeuger Boogie Bock.
Anfangs spielten die Blues Shacks auf jeder sich bietenden Bühne und veränderten sich personell. Fremdkompositionen wichen zunehmend eigenen Stücken. Als ihren Durchbruch kann man den Auftritt beim Breminale-Festival am 20. Mai 1994 sehen, als sie Sherman Robertson ersetzten und dabei Thomas Ritter, Musiker und Chef des Plattenlabels Stumble Records auffielen. Die Debüt-CD Feelin’ Fine Today mit zehn Eigenkompositionen und drei Coverversionen erschien 1994.
Stumble veröffentlichte auch Jive Talk, Slow Walk im Jahre 1995, auf der Mike McCurdy aus Chicago Bass spielte, nachdem Peter Reichhardt die Band verlassen hatte. 1996 wurde die Band zum Notodden Bluesfestival nach Norwegen eingeladen, dem größten skandinavischen Bluesfestival und einem der größten in Europa.
Gleichzeitig wurden B. B. & The Bues Shacks zum zweiten Mal in Folge von den Lesern des deutschen Bluesmagazins Bluesnews zum beliebtesten deutschen Bluesact gewählt.
Im Januar 1997 gingen B. B.& The Blues Shacks nach Kalifornien, wo Richard Duran ihr drittes Studioalbum Reality Show produzierte, das Jerry Hall mischte. Mit dem amerikanischen Blues- und Soulsängers Tad Robinson, den man ebenfalls als Mitglied von Dave Specter & The Bluebirds seit der Breminale 1994 kannte, tourte man schließlich gemeinsam. Es folgte eine CD-Liveproduktion, die 1998 in Luzern beim schweizerischen Lucerne Blues Festival mitgeschnitten wurde und den Titel B. B. & The Blues Shacks with special guest Tad Robinson: Live at the Lucerne Blues Festival trägt. Dieses Album wurde zusätzlich in einer auf 1000 Exemplare limitierten Longbox veröffentlicht.
Zum 10-jährigen Bandbestehen 1999 wurden Straight Blues, Big Swing zeitgleich als The Blues Edition und The Swing Edition veröffentlicht. Während The Blues Edition Stücke der Arlt-Brüder beinhaltete, präsentierte The Swing Edition 17 Interpretationen anderer Künstler und eine eigene Komposition. Die Straight Blues, Big Swing-Alben waren die letzten Veröffentlichungen auf Stumble Records.
Im November 1999 etablierten B. B. & The Blues Shacks ihr eigenes selbstorganisiertes Bluesfestival in ihrer Heimatstadt Hildesheim. Seitdem fand es in jedem Jahr statt war regelmäßig ausverkauft und nimmt seitdem einen permanenten Platz im internationalen Blueskalender ein.
2000 spielten sie in Athen, tourten in Italien und den Niederlanden und spielten auf Festivals in Belgien, Frankreich, Luxemburg und im beim wichtigsten britischen Bluesfestival, dem „Great British Rhythm and Blues Festival“ in Colne. Im Oktober begleitete die Band den Saxophonisten Erskine Oglesby aus St. Louis auf Tournee und entschloss sich dazu, dies ein Jahr später zu wiederholen.
2001 wurden B. B. & The Blues Shacks bei CrossCut unter Vertrag genommen und nahmen ihr Studioalbum Nr. 6 auf, das den Titel Midnite Diner trägt. Es folgte eine 7-Länder-Tour. 2003 spielten B. B. & The Blues Shacks erstmals eine Konzertserie in Russland, u. a. beim Moskauer Bluesfestival. Später wurde die 2006 erschienene Live-CD und -DVD Live at Vier Linden im Club „Vier Linden“ in Hildesheim während des dortigen Blues Shacks Festivals aufgenommen.
2008 erschien das zehnte Album Unique Taste. Es ist die erste CD, auf der Bassist Henning Hauerken vermehrt einen E-Bass benutzt, als Würdigung der 1960er, des Souls und des R‘n‘B dieser Zeit. Unique Taste erhielt den Preis der deutschen Schallplattenkritik. Gastmusiker auf dem Album waren Raphael Wressnig (Hammond-B3) und Frank „Pepe“ Peters (Backing Vocals).
Vor diesem Album veröffentlichten B. B. & The Blues Shacks ihre erste EP, die sowohl den Titelsong sowie das Stück Too Fast Living des nachfolgenden Albums enthielt, ebenso wie eine zuvor unveröffentlichte Acht-Minuten Liveaufnahme von Tell Me What’s The Reason der Live at Vier Linden-Aufnahmen und den Video-Track Three-Handed Woman, wobei sich dieser von der Albumversion unterscheidet.
Die Band ging 2010 nach London, um dort ihr neues Album aufzunehmen, das den Titel London Days erhielt. Dieses Album wurde im Übrigen erstmals zusätzlich als Vinyl-LP veröffentlicht. Zusätzlich erhielten die Blues Shacks die German Blues Awards 2010 und 2011.
2011 sah B. B. & The Blues Shacks gleich auf drei Festivals auf drei verschiedenen Kontinenten in nur vier Monaten: Im Januar spielten sie beim Dubai Jazzfestival, im April traten sie beim Byron Bay Bluesfest in Australien auf und wieder beim Doheny Bluesfestival im Mai. Im selben Jahr erfüllte sich Gitarrist Andreas „A(r)li“ Arlt einen Traum und nahm sein erstes Soloalbum All Time Favourites auf, auf dem er Musikstücke interpretierte, die ihn beeinflusst und bewegt hatten.

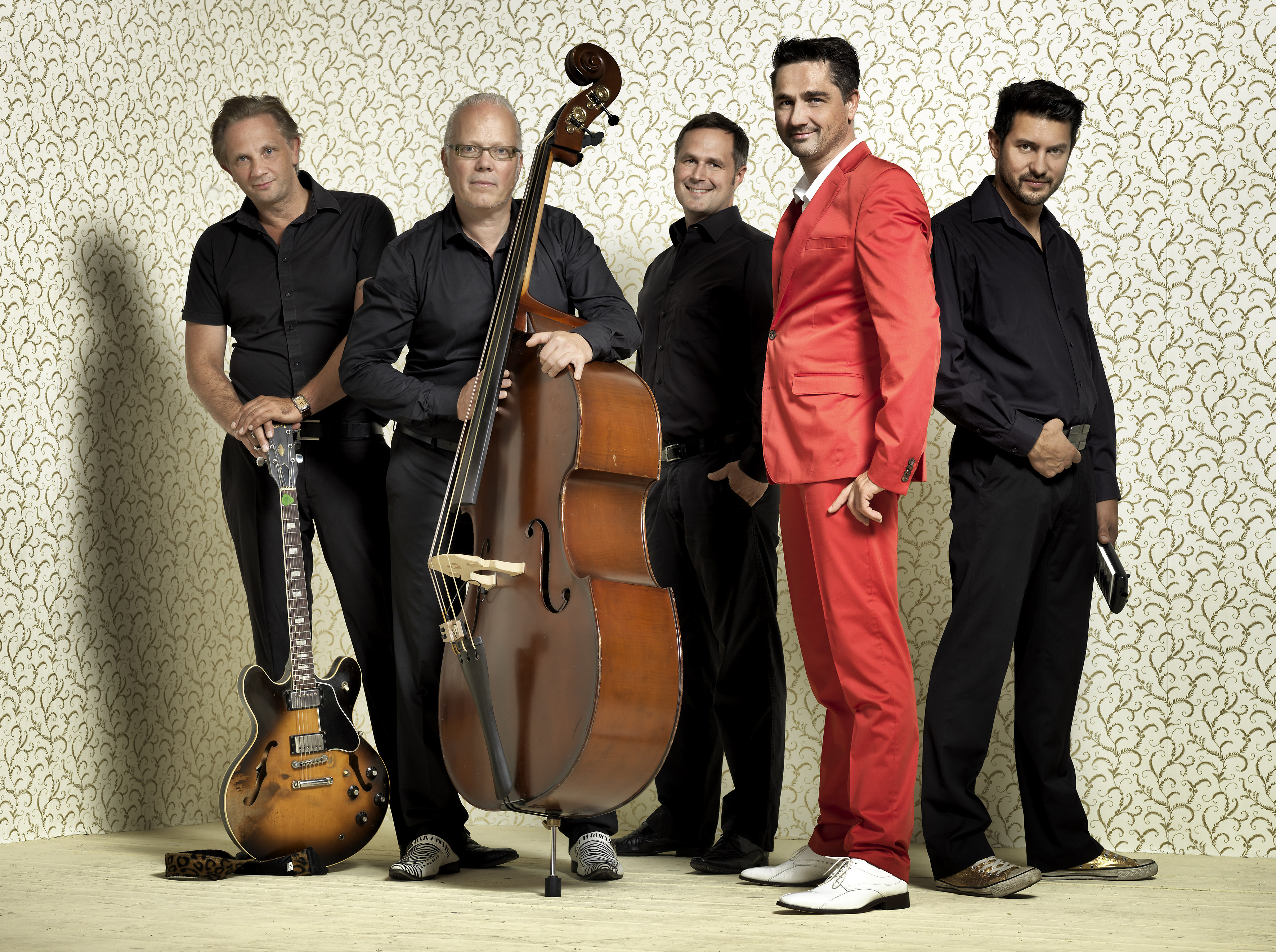
B.B. & The Blues Shacks 2013:
Andreas Arlt, Henning Hauerken, Jochen Reich, Michael Arlt, Dennis Koeckstadt

Das Album Come along folgte 2012. Im Januar/Februar 2013 spielten B. B. & The Blues Shacks zum ersten Mal einige Shows in Südafrika. Studioalbum Nr. 11 Businessmen wurde Pfingsten 2014 auf der Hildesheimer Jazztime vorgestellt.
Das 25-jährige Bandjubiläum wurde im Rahmen eines zu diesem Anlass verlängerten Blues Shacks Festivals (1.–4. Oktober 2014) mit Musikerfreunden aus Europa und den USA auf der Bühne des Hildesheimer „Vier Linden“ gefeiert. Neben den No Blow No Show Horns und den Shackettes waren Mike Andersen (DK), Marc TEE (B), Alex Schultz (USA), Bonita (D), Trickbag (S, FIN, GB) mit von der Partie und gemeinsam mit den Blues Shacks auf der Bühne.

## Diskografie
- Feelin’ Fine Today (1994)
- Jive Talk, Slow Walk (1995)
- Reality Show (1997)
- Live at Lucerne Blues Festival (1998)
- Straight Blues, Big Swing: The Blues Edition (1999)
- Straight Blues, Big Swing: The Swing Edition (1999)
- Midnight Diner (2001)
- Blue Avenue (2003)
- Live at Vier Linden – CD (2006)
- Live at Vier Linden – DVD (2006)
- Unique Taste EP + Video (2007)
- Unique Taste (2008)
- London Days – CD/LP (2010)
- All-Time Favorites – Solo-CD Andreas Arlt (2011)
- Come Along (2012)
- Businessmen (2014)
- Live at Satyrblues (2014)
- Bonita & The Blues Shacks (2015)
- Reservation Blues (2017)
- Bonita & The Blues Shacks: Sweet Thing (2019)
- Dirty Thirty (2019)
- Breaking Point (2021)

## Auszeichnungen
- 2003 erhielt die Band die französische „Trophée France Blues“, eine Auszeichnung als „Beste europäische Bluesband 2003“.[11]
- Im März 2005 gewannen B. B. & The Blues Shacks zum zweiten Male die „Trophée France Blues“ als „Beste europäische Bluesband 2004“[12] und Andreas Arlt erhielt dieselbe Auszeichnung als bester europäischer Bluesgitarrist.
- 2007 wurde die DVD Live at vier linden vom bluesnews-Magazin und der österreichischen Zeitschrift Concerto zur „DVD des Jahres“ gewählt.[10]
- 2013 ging ein German Blues Award an B.B. & The Blues Shacks.[13]
- Im Juli 2015 erhielten B.B. & The Blues Shacks zwei German Blues Awards 2015, einmal als beste Band und zum anderen für den besten Tonträger, die CD Businessmen.[14]
- The Blues Lounge Radio Show Awards 2020 - Artist Of The Year